# Pleschtschejewo-See
Der Pleschtschejewo-See (russisch Плеще́ево о́зеро/ Pleschtschejewo osero) ist einer der größten natürlichen Seen in Zentral-Russland und liegt etwa 140 Kilometer nordöstlich von Moskau in der Oblast Jaroslawl. Aufgrund seiner landschaftlich ansprechenden Lage und des hohen Biotopwertes haben der See und seine Umgebung einen Nationalparkstatus. Am südöstlichen Ufer des Pleschtschejewo-Sees rund um die Trubesch-Mündung liegt die altrussische Stadt Pereslawl-Salesski, die Bestandteil des Goldenen Ringes ist.

## Allgemeines
Der rund 5080 Hektar große, annähernd ovalförmige See entstand vor rund 30.000 Jahren aus dem Schmelzwasser eines Gletschers. Der See ist 9,55 km lang und bis zu 6,7 km breit, und wird etwa zur Hälfte von unterirdischen Wasserquellen, ferner vom Schneeschmelzwasser gespeist. Von November bis April friert der Pleschtschejewo-See zu. Das Gewässer beheimatet mehrere wertvolle Fischarten, darunter Coregonus albula (früher auch als „Zarenhering“ bezeichnet und als Delikatesse hoch geschätzt, bis heute auf dem Stadtwappen von Pereslawl-Salesski abgebildet), Flussbarsch, Kaulbarsch, Quappe, Hecht sowie diverse Karpfenfische.
Der größte Ort am See ist die 1152 gegründete Stadt Pereslawl-Salesski. Im Mittelalter existierte in ihrer Umgebung ein großes Fischerdorf, das auch den Zarenhof mit Fisch aus dem See belieferte, insbesondere dem bereits erwähnten „Zarenhering“. Dieses Fischerdorf, mittlerweile zu einem historischen Stadtteil Pereslawls geworden, ist bis heute erhalten und wird teilweise noch von Fischern bewohnt. Weitere historische Bekanntheit erlangte der Pleschtschejewo-See dadurch, dass dort Peter I. im Jahr 1692 eine Flotte errichten ließ, – die sogenannte „Spielflotte“, die als Testlauf für die später von Peter dem Großen aufgebaute Kaiserlich Russische Marine genutzt wurde. Ein von Peter seinerzeit für diese Mini-Flotte selbst gebautes Boot, das sogenannte Botik (russ. Ботик), ist bis heute in einem Pereslawler Museum ausgestellt.

## Nationalpark Pleschtschejewo Osero
Das knapp 24.000 Hektar große Gebiet, das den See und umliegende Landschaftsbestandteile umfasst, wurde am 26. September 1988 als Nationalpark Pleschtschejewo Osero (russisch Национальный парк «Плещеево озеро») ausgewiesen. Den größten Teil des Nationalparks belegen mit 15.000 Hektar die Waldflächen, gefolgt von 6.000 Hektar Wasserflächen, zu denen sowohl der See Pleschtschejewo selbst als auch umliegende Flüsse und Sümpfe zählen.
Der Nationalpark beheimatet Hunderte von Pflanzenarten, von denen 35 auf der russischen Roten Liste stehen. Darüber hinaus bietet er Lebensraum für rund 60 Wildtierarten, – darunter Rothirsch, Reh, Europäisches Gleithörnchen, Otter, Knirpsspitzmaus – sowie 210 Vogelarten wie Graureiher, Graugans, Singschwan, Rohrdommel, Sumpfohreule oder Kranich. Einige Arten wie Luchs oder Russischer Desman kommen auch im Nationalpark nur noch selten oder gar nicht mehr vor. Auch der See selbst hat als Biotop unter Massentourismus, zunehmender Bebauung sowie Nutzung für das Windsurfing massiv zu leiden.

## Weitere Bilder

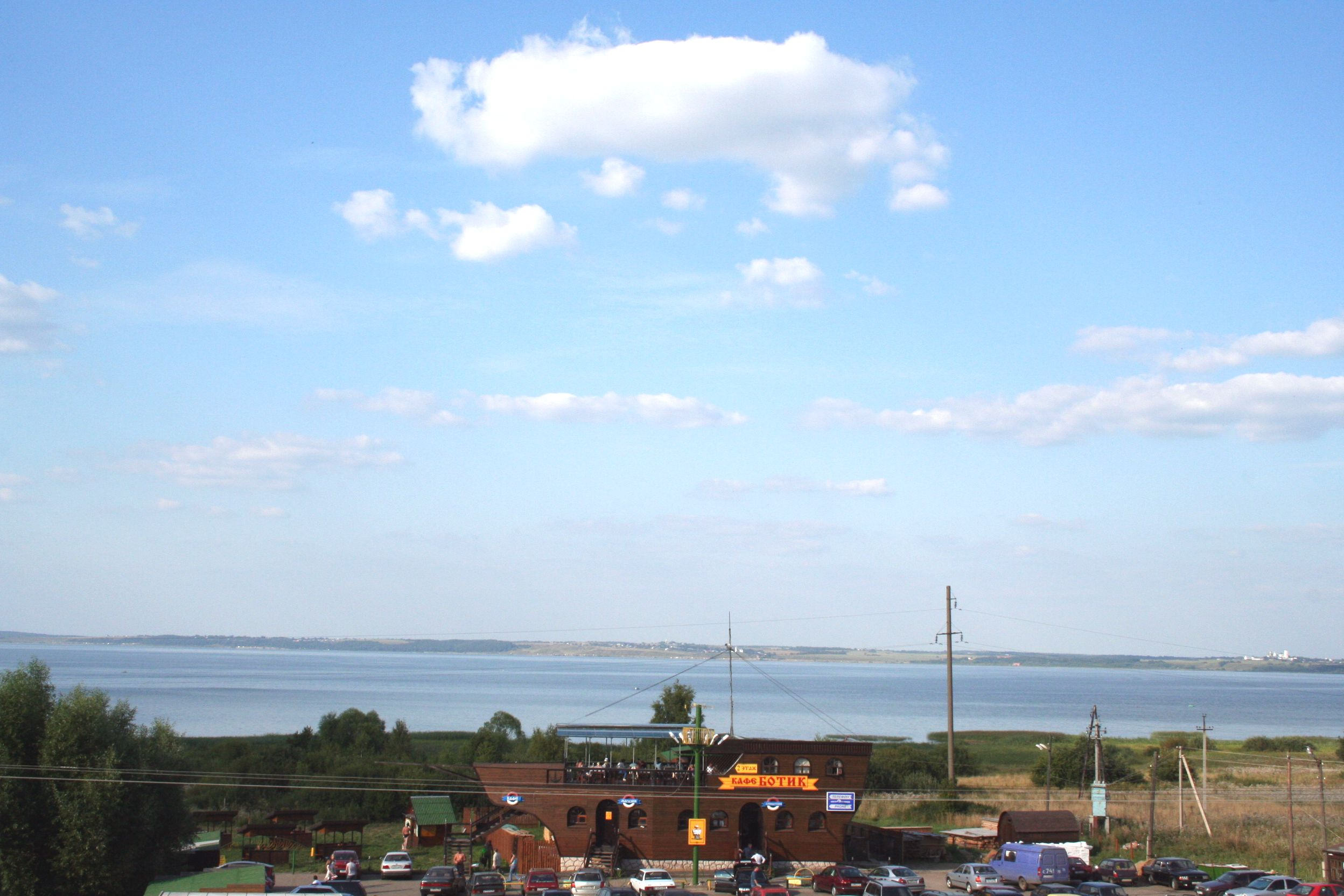
Der See im Stadtgebiet von Pereslawl
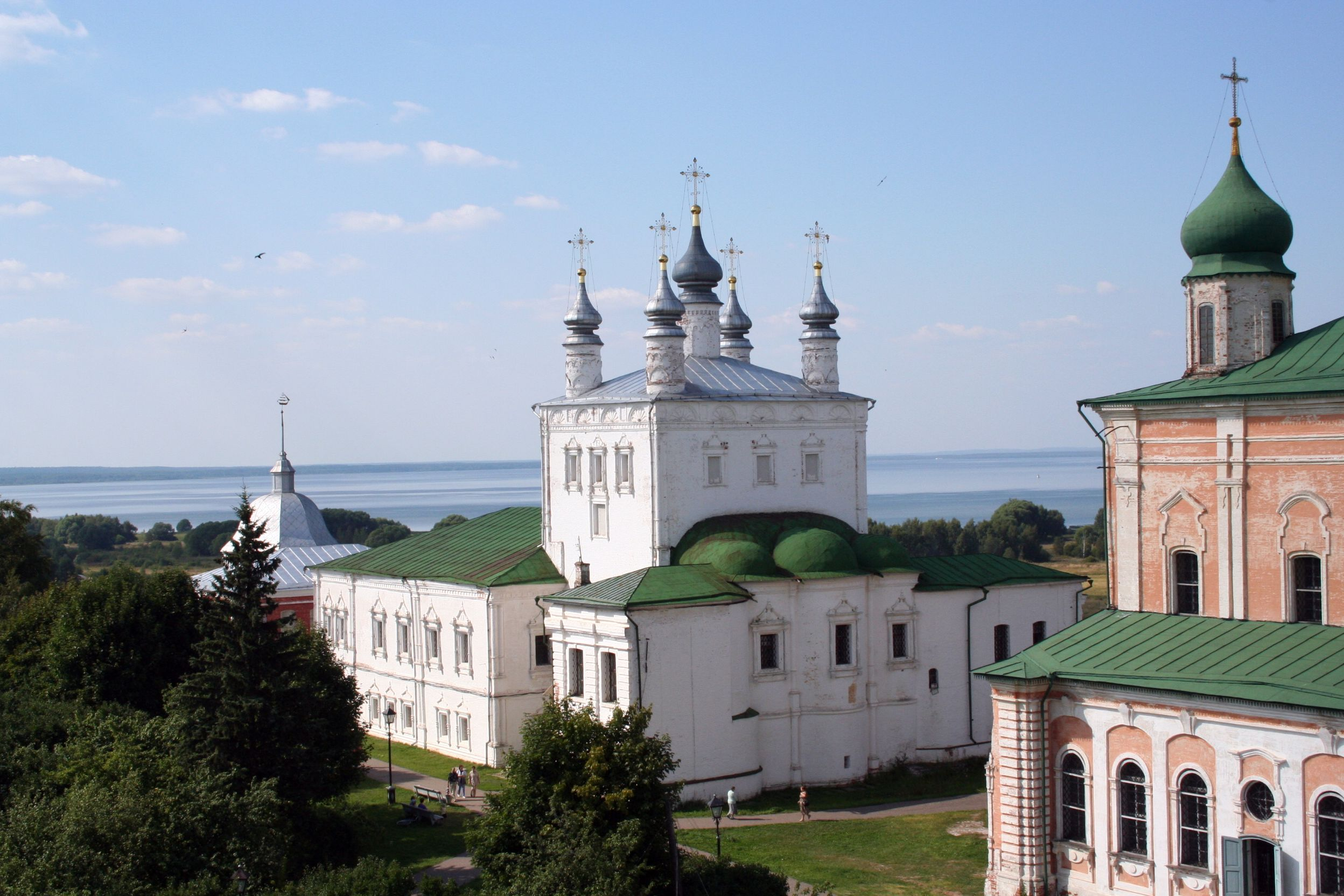
Das Gorizki-Kloster am Seeufer
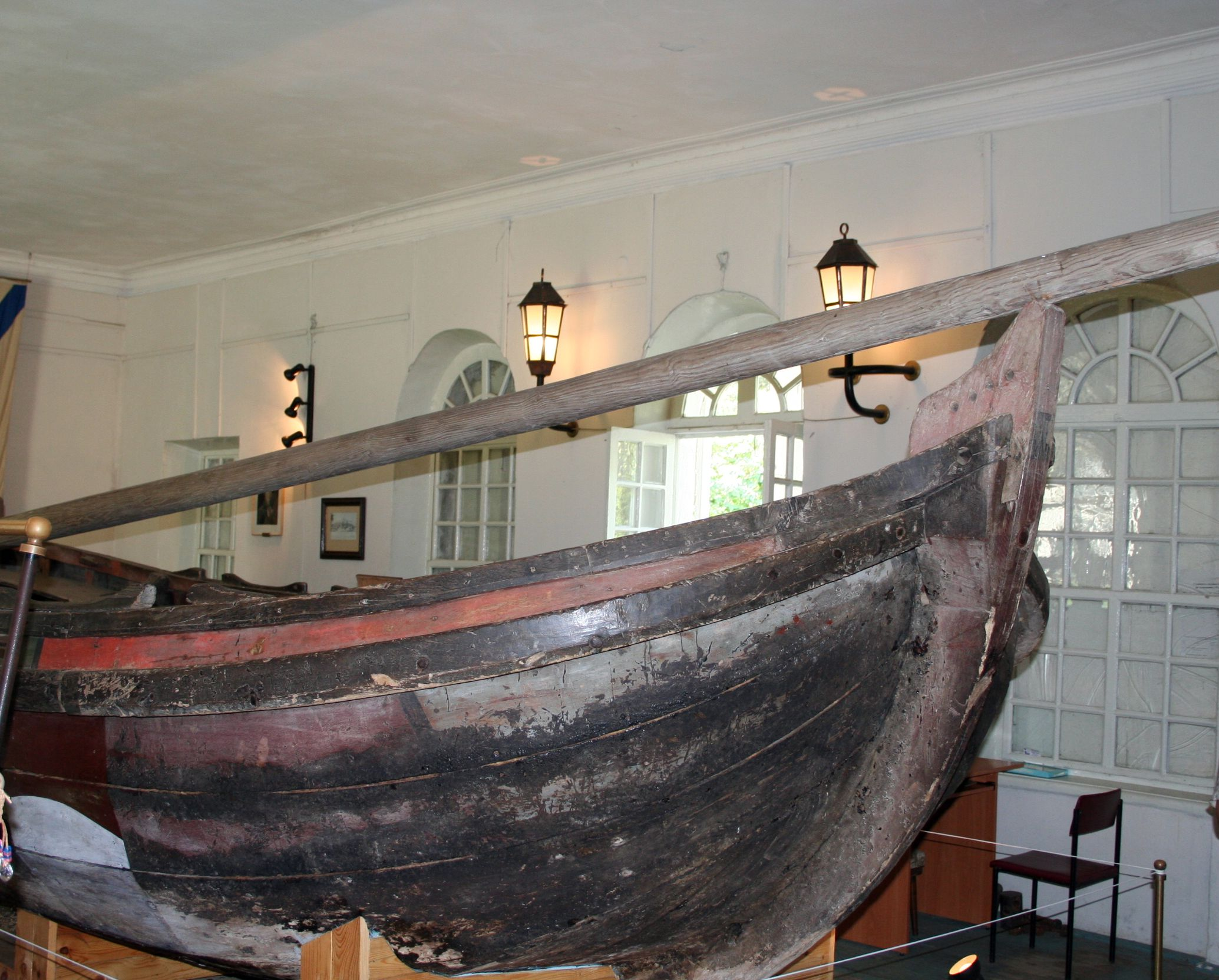
Das „Botik“ von Peter dem Großen